# 玛丽亚一世 (葡萄牙)

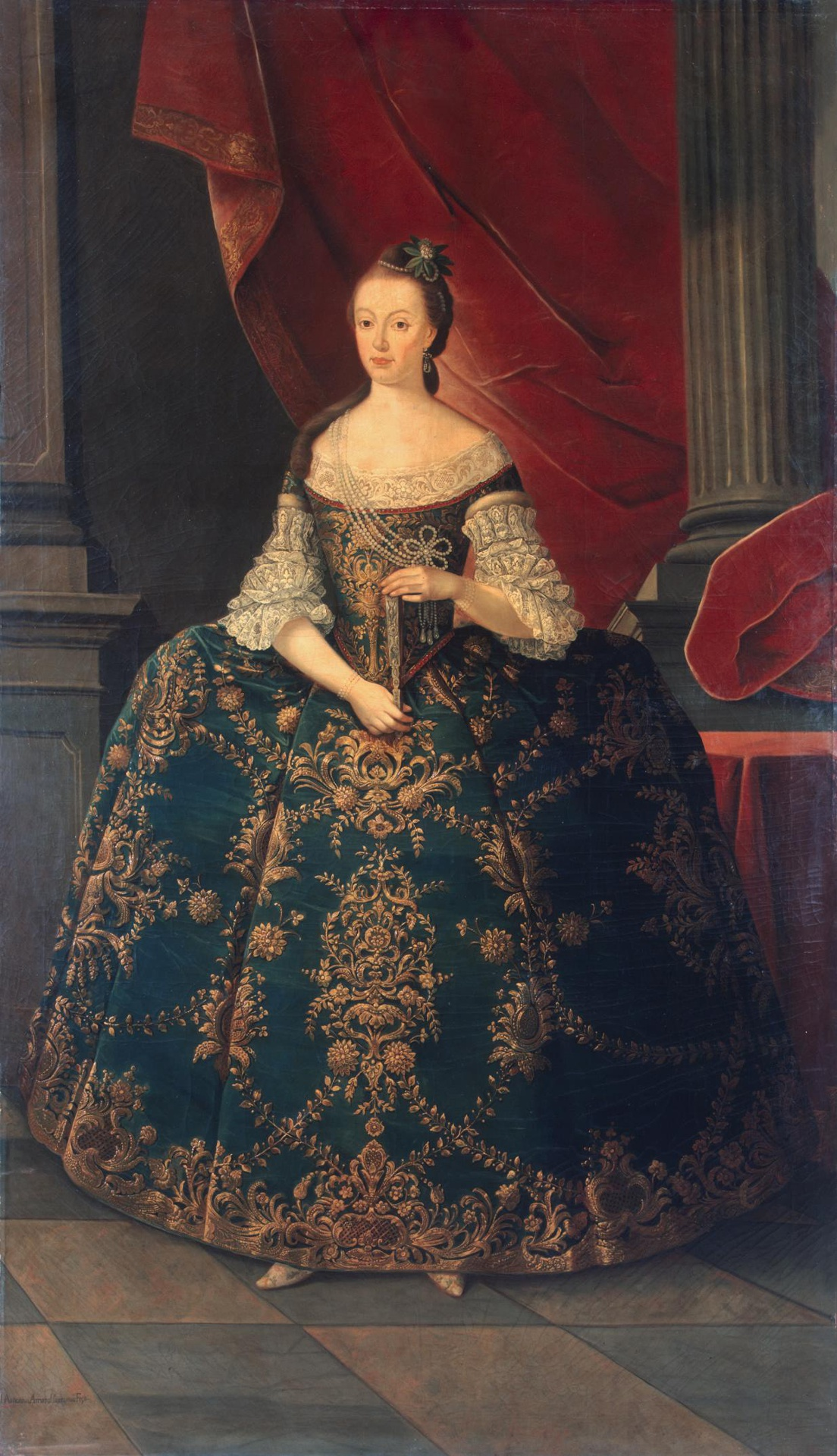
瑪麗亞一世

瑪麗亞一世（葡萄牙語：Maria I；1734年12月17日—1816年3月20日），綽號為虔誠者、瘋女，1777年—1816年担任葡萄牙女王，1815年—1816年担任巴西女王。

## 生平
国王若澤一世之長女。1750年，若澤一世即位後被封為成為巴西女親王。1760年瑪麗亞親王(25歲)與其叔佩德罗王子(43歲)（若昂五世之四子）結婚。佩德罗王子結婚後即因其妻而成為巴西親王。
1777年若澤一世病逝，瑪麗亞一世即位，其夫佩德罗王子亦因而成為統治者，是為佩德罗三世。若澤一世在位時，將軍政大權交給总理塞巴斯蒂昂·若泽·德卡瓦略-梅洛。1755年，1755年里斯本大地震，塞巴斯蒂昂·若泽·德卡瓦略-梅洛用鐵血演說在災後以穩定國家。其後他又推行一連串改革。若澤一世逝世後，塞巴斯蒂昂·若泽·德卡瓦略-梅洛頓失靠山，因為瑪麗亞一世早已非常不滿塞巴斯蒂昂·若泽·德卡瓦略-梅洛的傲慢及殘酷，上臺後聽到了針對塞巴斯蒂昂·若泽·德卡瓦略-梅洛的批評和指責。瑪麗亞一世於是罷免了塞巴斯蒂昂·若泽·德卡瓦略-梅洛，意味塞巴斯蒂昂·若泽·德卡瓦略-梅洛時代結束。女王更釋放了在押的塞巴斯蒂昂·若泽·德卡瓦略-梅洛時代政治犯。
瑪麗亞一世繼續推行重商主義政策，推行現代化的種植方式並推廣新的農作物，又與俄羅斯簽訂了貿易協定修建道路。她同時鼓勵開礦等工業。文化方面，她在位的時候開辦了皇家海軍學校、皇家陸軍學校、皇家科學學院與及里斯本公共圖書館。在大臣（Pina Manique）的建議下，瑪麗亞一世又創立了里斯本孤兒院（Casa Pia de Lisboa），專門收留無家可歸的孤兒，並且在供給他們衣食之外還負責對他們進行基礎教育。由於女王的這種對宗教和慈善事業的熱情，她獲得了“虔誠的女人”（a Piedosa）的雅號。
外交方面，葡萄牙與羅馬教廷修復了塞巴斯蒂昂·若泽·德卡瓦略-梅洛所造成的關係裂痕。
在她的任內還建立了完善而又獨立於軍隊的警察組織。1790年她還在里斯本修建了用橄欖油為燃料的夜間照明系統。葡萄牙在女王的治理下暫時進入了一個相對和平和穩定的時期。
可惜在1786年，當佩德罗三世逝世時，女王開始因精神緊張，而有精神疾患的症狀。又在1791年，當其長子逝世於天花後，她不能接受此打擊，開始出現嚴重的精神疾患的症狀，漸漸不能處理國事。1799年開始，由其子若昂六世攝政。雖然女王直到1816年才在巴西過世，但是她的政治生涯卻到此為止。
在瑪麗亞一世不能主政期間，葡萄牙經歷動盪的歲月。1789年，法国大革命爆發，野心勃勃的拿破仑一世逐漸登上權力高峰，對葡萄牙虎視眈眈。1801年，西班牙在法國支持下入侵葡萄牙，葡萄牙被迫與西班牙簽訂巴達霍斯條約，包括割讓奥利文萨給西班牙及對英國封鎖港口等。
1807年，葡萄牙因拒絕遵從對英國實行封鎖大陸策略，遭到將軍所帶領的法國及西班牙聯軍入侵。於1807年11月29日，整個布拉干薩王室逃到巴西在里约热内卢成立了流亡政府。拿破仑一世便命令將軍在葡萄牙國境成立臨時政府。1808年1月，葡萄牙開放巴西與友好國家如英國貿易。
女王瑪麗亞一世和攝政王子若昂六世都跑到巴西，國內只有零星抵抗。以皇帝委任的葡萄牙總督身份開始统治。法國人在葡萄牙等地進行镇壓。1808年8月1日，由第一代威靈頓公爵阿瑟·韋爾斯利帶領的英軍在里斯本登陸並擊敗當地法軍，法軍則派遣軍隊在波尔多登陸，英葡聯軍與地方民兵聯合起來對法軍發動了進攻。法軍最終撤出該地，回到西班牙。 
這個時候，同樣是由於法國軍隊的掠奪，西班牙的民憤也被激發起來。後者宣佈解除與法國的同盟關係。拿破崙率部親征西班牙，在數個月內成功摧毀西班牙大部分的正規軍。同時派讓·德迪厄·蘇爾特元帥將英軍驅逐出西班牙北部，並由北向南的入侵葡萄牙。1809年，讓·德迪厄·蘇爾特包圍了波尔多。第二年，法軍發起組織了第三次遠征葡萄牙的軍隊，由安德烈·马塞纳元帥擔任總指揮。這一次再取道西班牙，由上贝拉省地區進入葡萄牙，打算一舉拿下里斯本。但最終因英葡聯軍建造的龐大防線而停止，並開始撤出葡萄牙，英葡聯軍在其身後追擊，成功將法軍趕回了西班牙。西班牙對法國的叛亂也越演越烈。於是，西班牙和葡萄牙第一次聯合起來共同對付法國。1814年拿破仑一世被迫退位，半岛战争宣佈結束，伊比利亚半岛最終實現和平。
在1815年，雖然拿破仑一世在滑铁卢战役再被打敗，但是瑪麗亞一世和她的家人決定仍留在巴西居住。同年攝政王子若昂六世提升巴西為王國。瑪麗亞一世被稱為葡萄牙、巴西及阿爾加爾维女王。
1816年，瑪麗亞一世以81歲之齡在里約熱內盧逝世，攝政王子若昂六世繼位。
| 玛丽亚一世 (葡萄牙) 布拉干萨王朝出生于：1734年12月17日逝世於：1816年3月20日 | 玛丽亚一世 (葡萄牙) 布拉干萨王朝出生于：1734年12月17日逝世於：1816年3月20日               | 玛丽亚一世 (葡萄牙) 布拉干萨王朝出生于：1734年12月17日逝世於：1816年3月20日 |
| 統治者頭銜                                                                  | 統治者頭銜                                                                                | 統治者頭銜                                                                  |
| --------------------------------------------------------------------------- | ----------------------------------------------------------------------------------------- | --------------------------------------------------------------------------- |
| 前任 若澤一世                                                               | 葡萄牙女王 1777年2月24日－1816年3月20日 共治君主：佩德罗三世 1777年2月24日－1786年5月25日 | 继任 若昂六世                                                               |
| 前任 无                                                                     | 巴西女王 1815年12月16日－1816年3月20日                                                    |                                                                             |

1. 1 2  1815年至1822年存续的葡萄牙－巴西－阿尔加维联合王国是葡萄牙王國与巴西王国结成的共主邦聯。
2. ↑  1500年至1815年巴西只是葡萄牙殖民地。